# Petro Rozenko
Petro Jakymowycz Rozenko (ukr. Петро Яки́мович Розе́нко, ros. Пётр Аки́мович Розе́нко, ur. 7 grudnia?/20 grudnia 1907 w Gorłówce, zm. 1991) – radziecki polityk, Bohater Pracy Socjalistycznej (1977).

## Życiorys
Urodzony w ukraińskiej rodzinie robotniczej, od 1924 pracował w kopalniach Donbasu, 1931 ukończył Doniecki Instytut Górniczy. Od 1937 pracował w Ludowym Komisariacie Przemysłu Paliwowego ZSRR i Ludowym Komisariacie Przemysłu Węglowego ZSRR, od 1943 lub od 1944 należał do WKP(b), w latach 1954–1957 był zastępcą przewodniczącego Rady ministrów Ukraińskiej SRR, a 1957–1959 I zastępcą przewodniczącego Rady Ministrów Ukraińskiej SRR. W latach 1959–1960 ponownie zastępca przewodniczącego Rady Ministrów Ukraińskiej SRR, 1959–1963 przewodniczący Gospłanu Ukraińskiej SRR, 1963–1965 przewodniczący Sownarchozu Ukraińskiej SRR, ponownie 1967–1980 przewodniczący Gospłanu Ukraińskiej SRR. Członek KC KPU. Od 31 października 1961 do 29 marca 1966 członek KC KPZR, od 8 kwietnia 1966 do 23 lutego 1981 zastępca członka KC KPZR. Deputowany do Rady Najwyższej ZSRR od 5 do 9 kadencji. W 1977 otrzymał tytuł Bohatera Pracy Socjalistycznej.